# Кулаколь
Кулако́ль (каз. Құлакөл) — село у складі Екібастузької міської адміністрації Павлодарської області Казахстану. Адміністративний центр Залізничного сільського округу.
Населення — 456 осіб (2021; 483 у 2009, 410 у 1999, 462 у 1989).
Національний склад станом на 1989 рік:
- казахи — 49 %
- німці — 23 %
- росіяни — 20 %